# Murmanskfjorden

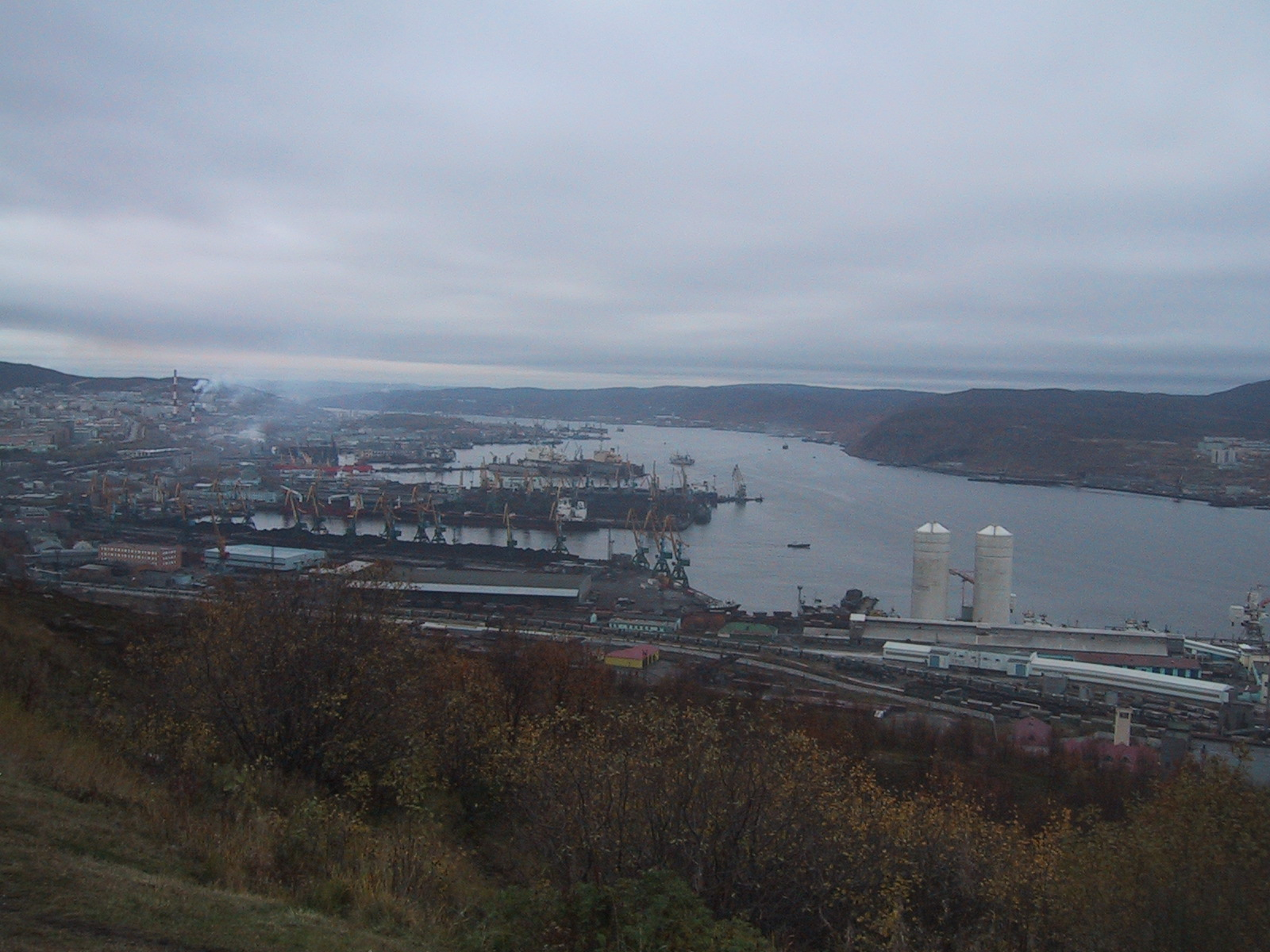
Staden Murmansk vid Kolabukten.

Murmanskfjorden eller Kolabukten är en 57 kilometer lång isfri fjord i Barents hav, som skär in i Kolahalvön. Kolafloden och Tulomafloden mynnar i fjorden. Den ryska staden Murmansk och flottbasen i Severomorsk ligger vid fjorden.
Vattnet är förorenat av spillolja och övergivna skeppsvrak.
På 1960-talet planterades kungskrabbor ut i fjorden. Arten har senare spritt sig till Nordnorges kust och betecknas som en invasiv art.